# Mays Mouissi
 (septembre 2023).
Si vous disposez d'ouvrages ou d'articles de référence ou si vous connaissez des sites web de qualité traitant du thème abordé ici, merci de compléter l'article en donnant les références utiles à sa vérifiabilité et en les liant à la section « Notes et références ».
Mays Mouissi, né le 21 octobre 1986 à Libreville (Gabon), est un analyste économique et homme politique gabonais.
Spécialiste des questions de développement économique en Afrique francophone, ses travaux sont principalement axés sur le Gabon, mais il se penche également sur la situation économique de plusieurs pays subsahariens (Congo, Cameroun, Sénégal, Côte d’Ivoire, etc.).
Il occupe depuis le 15 janvier 2025, le poste de ministre de l'Environnement et du Climat après 15 mois passés au ministère de l'Économie et des Participations dans le gouvernement de transition.

## Biographie

### Origines et vie familiale
Mays Lloyd Mouissi naît le 21 octobre 1986 à Libreville. Originaire de la ville de Ndendé dans la province de la Ngounié, il grandit principalement aux côtés de sa mère et son beau-père dans la capitale gabonaise. Il est le neveu de l'opposant historique Pierre Mamboundou.
Il passe une grande partie de son enfance dans les quartiers populaires du PK7 auprès de sa grand-mère et au Carrefour Léon Mba avec sa mère. Des quartiers réputés pour être parmi les plus défavorisés de Libreville.
Élevé dans la foi catholique, il participe activement dès le début de son adolescence à la vie de l'église Saint-Pierre de Libreville où il intervient en tant que lecteur.

### Formation
Il fait toute sa scolarité primaire et secondaire au Gabon, respectivement à l'école Mont-fort et au collège Bessieux de Libreville. Au sein de cet établissement, il s'implique dans la coopérative scolaire dont il est le porte-parole.
Après l'obtention de son baccalauréat D en 2006, il s'envole pour le Sénégal. Il obtient un diplôme en informatique puis s'inscrit en 2007 à l'École supérieure polytechnique (ESP) rattachée à l'Université Cheikh Anta Diop de Dakar (UCAD). Ses trois années à l'UCAD sont sanctionnées par une licence en banque-finance-assurance en 2010.
En 2011, il poursuit ensuite ses études en France, à la Paris School of Business. Il obtient un master en gestion financière, marché financier, l'année suivante. Puis il rejoint l'Université Paris-I Panthéon Sorbonne dont il ressort diplômé en 2013.

### Vie privée
Il est marié à Leticia Mabicka Nzamba et père de trois enfants.

## Carrière professionnelle

### Banques et assurances
Il fait ses premiers pas dans le milieu bancaire en 2011 à l'occasion d'un stage chez BforBank, banque en ligne pour laquelle il est contrôleur junior risque. Il y revient en 2013, cette fois-ci en tant que contrôleur conformité.
Durant son parcours professionnel, il travaille successivement pour le Crédit Agricole Assurances, BNP Paribas ou encore le Cabinet de conseil parisien Novaminds.
De 2020 jusqu'à sa nomination en tant que ministre de l'économie et des participations de la transition, il occupe le poste de responsable éthique et conformité au sein du groupe de grande distribution Carrefour.

### Analyste économique
En 2014, il ouvre le blog mays-mouissi.com sur lequel il publie des analyses économiques, financières et budgétaires principalement orientées vers l'Afrique. Le site compte à ce jour plus de 200 articles.
Parallèlement, il crée également Mays Mouissi Consulting, société qui réalise des études socio-économiques et fait dans le conseil aux entreprises. Parmi ses clients, plusieurs multinationales (Totalenergies EP Gabon, Arise, EY, Dalberg, etc.) pour lesquelles il a réalisé des études macroéconomiques et sectorielles.

#### Homme de médias
Hormis ses analyses écrites, il est régulièrement invité sur les plateaux télé nationaux et internationaux pour décrypter l'actualité politico-économique gabonaise, et plus largement africaine.
En 2017, il co-fonde le média AfricaPostNews (APN). Le média en ligne propose une information africaine en continu. Les articles sont rédigés par Mays Mouissi lui-même et plusieurs bénévoles issus de différentes diasporas africaines. Le projet ne dure que 2 ans et s'arrête, principalement par manque de financement.

## Engagement citoyen

### Élection présidentielle de 2009
En 2009, il accompagne son oncle Pierre Mamboundou, candidat à la présidentielle, tout au long de sa campagne. À ses côtés, il sillonne le pays et fait le tour des 9 provinces du Gabon. Cette tournée lui permet de prendre conscience de la réalité des conditions de vie de ses concitoyens et de l'état déplorable du pays.
Après l'élection, l'Union du peuple gabonais (UPG), parti politique présidé par Mamboundou, veut renforcer sa présence au niveau national mais aussi à l'international. Outre les fédérations existantes dans les 9 provinces gabonaises, des fédérations internationales voient le jour. Désormais étudiant au Sénégal, Mays Mouissi participe avec d'autres étudiants, à la création de la branche dakaroise. Il en devient le porte-parole.
Après le décès de Pierre Mamboundou en 2011, il ne se reconnait plus dans ce qu'il reste du parti et en prend ses distances.
Les années qui suivent, il reste proche de l'opposition sans toutefois adhérer à un parti. Il fait le choix de contribuer pour son pays différemment et s'engage via la rédaction d'articles d'analyses sur son blog.

### Élection présidentielle de 2016
A l'approche du scrutin de 2016, alors qu'il réside au Canada, Mays Mouissi publie une analyse du fichier électoral gabonais et conteste sa fiabilité,.
Il s'associe par la suite, à plusieurs médias locaux afin de compiler et retransmettre en direct les résultats de la présidentielle du 27 aout. Sur son site internet il annonce la victoire de Jean Ping avec 58% des voix. Mais ces résultats sont contestés par le pouvoir en place. Le 30 aout 2016, la Commission nationale électorale autonome et permanente (Cenap) annonce la réélection d'Ali Bongo avec 49,80% des voix.

### Élection présidentielle de 2023
Après la crise post-électorale de 2016, il milite, notamment sur les réseaux sociaux, pour la tenue d'élections transparentes et apaisées pour le scrutin de 2023. Il décrie certaines mesures adoptées à l'issue de la concertation politique entre le pouvoir et certains partis de l'opposition. Il fustige notamment le retour au scrutin à un tour ou encore la mise en place du bulletin unique,.
À la veille du début de la campagne électorale, il publie une étude exhaustive de plus de 180 pages co-écrites avec le journaliste gabonais Harold Leckat, et dans laquelle ils dressent le bilan du deuxième septennat du président sortant Ali Bongo Ondimba. Un bilan qu'il qualifie de « peu glorieux » et qui, selon lui, repose sur la réalisation de seulement treize promesses au lieu des 105 promesses annoncées.
Il regroupe également sur son site internet les programmes électoraux d'une grande partie des candidats en lice pour les rendre accessible au plus grand nombre. Au sein de la diaspora, tout au long de la campagne jusqu'au jour du vote, il alerte et dénonce toute entrave au bon déroulement du scrutin présidentiel.

## Parcours politique

### Ministre de l'Économie et des Participations

#### Nomination
Le 30 aout 2023, le Centre gabonais des élections (CGE) proclame la victoire d'Ali Bongo avec 64,27% à l'issue des élections générales du 26 août. Immédiatement après, les forces de défense nationale gabonaises annoncent à la télévision l'annulation de l'élection, la dissolution des institutions et donc de facto, la destitution d'Ali Bongo. Il s'ensuit la formation du Comité pour la Transition et la Restauration des Institutions (CTRI) avec à sa tête le général de la Garde républicaine, Brice Clotaire Oligui Nguema.
Quelques jours après la prise de pouvoir, et à la veille de sa prestation de serment, Brice Oligui Nguema reçoit plusieurs personnalités politiques, de la société civile et des membres de la diaspora. Mays Mouissi est personnellement reçu au palais du bord de mer aux côtés de Laurence Ndong et Arnauld Engandji, le 3 septembre.
Le 7 septembre, l'opposant Raymond Ndong Sima est nommé au poste de Premier ministre.
Le 9 septembre 2023, Mays Mouissi intègre le gouvernement de transition en tant que ministre de l'Économie et des Participations. Il prête serment devant la Cour constitutionnelle de transition et le président de la transition le 12 septembre 2023.
Lors de la passation de charges, il récupère non seulement le ministère de l'Économie à son prédécesseur Nicole Jeanine Lydie Roboty-Mbou, mais aussi le ministère de le Promotion des investissements précédemment détenu par Hugues Mbadinga Madiya et celui de la consommation et de la lutte contre la vie chère de René Ndemezo'o Obiang.
Le 17 janvier 2024, à l'issue d'un remaniement, le secrétaire général de la Présidence de la République dévoile la composition du gouvernement Ndong Sima II. Mays Mouissi est maintenu à son poste et conserve le ministère de l'Economie et des participations.

#### Actions
A l'heure où la transparence économique est un sujet dans plusieurs pays d'Afrique, Mays Mouissi en fait d'un de ses objectifs dans le cadre de ses nouvelles fonctions. Ainsi il rend disponible et public les différents contrats forestiers, miniers et pétroliers de l'Etat. Il fait de même avec ses actions et publie le bilan de ses 100, 200 et 365 jours à la tête de son ministère,,.
En octobre 2023, il porte le projet de modification de décret concernant le Code des marchés publics. Le nouveau texte garantit l'accès exclusif aux PME-PMI locales pour les marchés publics dont le montant est inférieur ou égal à 150 millions FCFA. Il est adopté en conseil des ministres le 8 novembre 2023.
À la suite de sa prise de pouvoir, le général Brice Clotaire Oligui Nguema a annoncé sa détermination à ce que le Gabon honore ses engagements économiques et retrouve la confiance de ses créanciers. En sa qualité de ministre de l'Economie et des Participations, Mays Mouissi fait entre autres parti des membres du gouvernement chargés des négociations afin de permettre la levée des sanctions financières prises au lendemain des événements du 30 aout 2023. Le 06 novembre 2023, il annonce la reprise de la coopération avec la Banque africaine de développement (BAD), mettant alors fin à un peu plus de deux mois de sanction. Cette décision fait suite à l'apurement des arriérés de paiement du gouvernement gabonais auprès de l'institution.
En décembre 2023, il relance le concours d'accès aux formations de régies financières d'Afrique Centrale, suspendu depuis 3 ans. Organisé en collaboration avec la CEMAC, il offre aux candidats gabonais 200 places pour accéder à l'Institut de l'économie et des finances Pôle régional (IEF- PR).
Dans le cadre de la lutte contre la vie chère, Mays Mouissi coordonne plusieurs mesures visant à soulager le panier de la ménagère. En janvier 2024, sur instruction du Président de la Transition, il fait appliquer la baisse du prix de la bouteille de gaz butane, passant de 6000 FCFA à 4950 FCFA. Par ailleurs, il instaure une nouvelle mercuriale de prix des produits de première nécessité qui entre en vigueur le 18 mars 2024. Elle vient compléter la précédente mercuriale et concerne des produits alimentaires de grande consommation et des matériaux de construction.
À la tête de son ministère, Mays Mouissi participe activement à plusieurs initiatives pour acquérir des parts dans diverses entreprises. Le 07 février 2024, le président de la transition décide de la création de Fly Gabon Holding, placée sous l'entité du ministère de l'économie, afin de prendre des participations dans le secteur du transport aérien. Le 12 mars 2024, la nouvelle holding acquiert 56% des actions de la société Afrijet, devenant l’actionnaire majoritaire de cette compagnie aérienne. Le Gouvernement de la Transition obtient la rétrocession de 35% des actions de la Holding Gagepar, qui détient 100% de la Compagnie d’Exploitation Commerciale Africaine Gabonaise de Distribution (CECA-GADIS), leader de la grande distribution au Gabon. Le 16 avril 2024, l’État acquiert 100% des actions de SUCAF Gabon et obtient l'abandon des créances de Somdia ainsi qu’une indemnité de transfert pour le personnel. Le 24 mai 2024, l’État acquiert 35% des actions de la société AGRO BUSINESS GROUP (ABG ex-SIAT Gabon), soit 2 590 000 actions pour environ 4 milliards de FCFA. Cette opération vise à renforcer la gouvernance économique et à préserver 800 emplois.
Il met en place le premier forum économique Gabon - France qui se tient à Paris en mai 2024. Organisé conjointement avec le Mouvement des entreprises de France (MEDEF), il a pour but de mettre en relation les entreprises des deux pays pour séduire de nouveaux investisseurs afin de soutenir la mise en œuvre de projets de développement portés par le gouvernement de transition gabonais. Une rencontre qui voit plus de 739 milliards de FCFA mobilisés. La seconde édition de celui entre le Gabon et la Chine a elle mobilisé plus de 4,3 milliards de dollars,  dans le cadre d'investissements  directs étrangers et de partenariats public-privé essentiellement.
En juillet 2024, afin de lutter contre le chômage et favoriser l'employabilité des jeunes, le Ministère de l’Economie lance le recrutement de 146 stagiaires au sein du Cabinet du Ministre, des Directions Générales (Douanes, Dette, Impôts, etc.) et des entités sous tutelle (FGIS, CDC, Caistab, etc.).

#### Cumul de fonctions
En sa qualité de ministre de l'Economie gabonais, Mays Mouissi cumule des fonctions au sein de certaines institutions de la CEMAC dont le Gabon assure la Présidence en 2024 en application du principe de rotation. Il est notamment :
- Président du comité de l'Union monétaire de l’Afrique centrale (UMAC)[56]
- Président du conseil d'administration de la Banque des Etats de l'Afrique centrale (BEAC)[57]
- Président du Groupe d'action contre le blanchiment d'argent en Afrique Centrale (GABAC)[58]

### Ministre de l'Environnement, de l'Ecologie et du Climat
À la suite du remaniement du gouvernement annoncé le 15 janvier 2025, il quitte le ministère de l'Economie et des Participations et prend les rênes du ministère de l'Environnement et du Climat.
Après sa victoire à l'élection présidentielle du 12 avril 2025, Brice Oligui Nguema dévoile le premier gouvernement de la Ve République le 5 mai 2025. Mays Mouissi est maintenu à la tête du ministère de l'Environnement, de l'Ecologie et du Climat qui a désormais changé de dénomination.

### Secrétaire général de l'Union démocratique des bâtisseurs (UDB)
Le 5 juillet 2025, Brice Oligui Nguema annonce la création de son parti politique, l'Union démocratique des bâtisseurs. Elle succède au Rassemblement des bâtisseurs, plateforme électorale qui avait porté sa candidature à l'élection présidentielle du 12 avril 2025. A l'issue de l'assemblée générale constitutive qui a lieu le même jour au Palais des sports de Libreville, Mays Mouissi est désigné Secrétaire général du parti.

## Distinctions
- Commandeur de l'Ordre national du mérite gabonais[63]
- Chevalier de l'Ordre national de la Libération[64]